# 新田晃也
新田 晃也（にった こうや、1944年（昭和19年）3月8日 - ）は、日本の演歌歌手。福島県伊達市梁川町（現伊達市）出身、血液型O型。旧芸名は上村次郎、新田幸也。

## 来歴
福島県伊達市の農家の家に生まれた。13人姉兄弟の10番目。中学卒業後に上京し、様々な職業を転々とした後、歌手としてデビューする。
1990年発売のシングル『夢さすらい』でガウスエンタテインメント（現徳間ジャパンコミュニケーションズ）よりメジャーデビュー。
同じ演歌歌手の春奈かおりに楽曲の提供も行っている。
上村次郎として活動していた時期もあり、作詞家の阿久悠が作詞・企画・構成・語りをして作成したアルバム「阿久悠の我が心の港町」では全曲に渡って歌を担当した。また、そのアルバム内の「港の五番町」は五木ひろしが、「日本海」は八代亜紀が後に歌っている。

## 作品
マキシシングル
- 『振り向けばおまえ／夢さすらい』 キングレコード、2010年7月7日
作詞 石原信一 / 作曲 新田晃也 / 編曲 川村栄二
- 『さんさ恋しぐれ／灯がともる』 日本クラウン、2008年10月8日
作詞・作曲 新田晃也 / 編曲 川村栄二[3]
- 『友情／母を想えば』 ガウスエンタテインメント、2005年5月25日

CDシングル
- 『そして春へ／道しるべ』 ガウスエンタテインメント、2002年7月24日
- 『吹き溜まり／人生太鼓』 センチュリーレコード、1997年
- 『冬・・・そして春へ／晴れ舞台』 、1994年
- 『前略ふるさと様／梁川城歌』 センチュリーレコード、1992年
- 『夢さすらい／俺のお前さ』 ガウスエンタテインメント、1990年

CDアルバム
- 『新田幸矢ファーストアルバム』 日本クラウン、1998年
- 『心の風景～昭和唄綴り VOL.1』 キングレコード、2007年

LPレコード
- 『阿久悠の我が心の港町』 キングレコード、1976年（2007年11月21日 CDアルバムとして再発売）